# برانیگن
 «برانیگن» (به انگلیسی: Branigan) آلبومی از هنرمند اهل ایالات متحده آمریکا لورا برانیگن است که در سال ۱۹۸۲ میلادی منتشر شد.